# كارل تيودور أنغر
كان كارل تيودور أنغر (دانزيج ، 31 يوليو 1803 - دانزيج ، 25 مارس 1858) عالم رياضيات وفلكيًا ألمانيًا. كان طالباً ومساعدًا لفريدريش بيسيل في مرصد كونيغسبرغ من عام 1827 حتى عام 1831. بعد ذلك ، تم تعيينه كفلكي من قبل جمعية ناتورفورشند في دانزيج. بالإضافة إلى أعماله العلمية، وخاصة تلك المتعلقة بالدوال (دالة بيسل)، كان مشهورًا بملاحظاته السيرية من الدرجة الأولى حول حياة بيسل.
في منشور لكارل تيودور أنغر حول المنظور (Théorie de la perspect. relief)، ركز على التحليل الرياضي للمنظور الصلب واقترح عدة حلول للمشاكل التقنية المرتبطة بتمثيله.
يشير المنظور الصلب الى أسلوب اظهار يتم فيه نمذجة الأشياء بحيث تبرز من سطح الرسم.